# 張儁
張儁（9世纪？—912年），字彦臣，唐朝至五代十国后梁官员。
張儁年少丧父，自学成才，善作五言诗，其警句被人所称。唐朝广明年间，黄巢攻克京师，唐僖宗入蜀，士人逃窜藏匿，以保性命。張儁也到处游荡，但没有走歪道。唐僖宗回到京师，张俊由校书郎、西畿尉入朝历任御史、补阙、起居郎、司勋员外郎、万年县令，以事贬官峡中，差不多十年。后梁太祖即位，用宰相薛贻矩为盐铁使，张俊与薛贻矩同年登第，知道他的才干，上奏请皇帝任命为盐铁判官，转任为礼部郎中，依然兼职。乾化二年（912年）二月，扈从皇帝北巡，在途中没有赶上，让梁太祖等待，与孫隲、张衍在白马顿被处死。